# Вінаго
Віна́го (Treron) — рід голубоподібних птахів родини голубових (Columbidae). Представники цього роду мешкають в Африці і Азії.

## Опис
Вінаго — птахи середнього розміру, їхня середня довжина становить 21-36 см, а вага 77-500 г. Вони мають переважно зелене забарвлення, іноді з жовтуватим або оливковим відтінком, через каротиноїдний пігмент в їх раціоні. Більшості видів вінаго притаманний статевий диморфізм. Вінаго живуть переважно в лісах, зустрічаються зграйками або парами. Гніздяться на деревах, живляться плодами, горіхами або насінням.

## Види
Виділяють тридцять видів:
- Вінаго коричневий (Treron fulvicollis)
- Вінаго синьошиїй (Treron olax)
- Вінаго оливковокрилий (Treron vernans)
- Вінаго зеленолобий (Treron bicinctus)
- Вінаго-помпадур (Treron pompadora)
- Вінаго сіролобий (Treron affinis)[19]
- Вінаго світлоголовий (Treron phayrei)[20]
- Вінаго андаманський (Treron chloropterus)[21]
- Вінаго філіппінський (Treron axillaris)[22]
- Вінаго буруйський (Treron aromaticus)[23]
- Вінаго індокитайський (Treron curvirostra)
- Вінаго яванський (Treron griseicauda)
- Вінаго сумбійський (Treron teysmannii)
- Вінаго зелений (Treron floris)
- Вінаго тиморський (Treron psittaceus)
- Вінаго великий (Treron capellei)
- Вінаго жовтошиїй (Treron phoenicopterus)
- Вінаго жовточеревий (Treron waalia)
- Вінаго малагасійський (Treron australis)
- Вінаго мвалійський (Treron griveaudi)[24]
- Вінаго африканський (Treron calvus)
- Вінаго пембанський (Treron pembaensis)
- Вінаго сан-томейський (Treron sanctithomae)
- Вінаго гострохвостий (Treron apicauda)
- Вінаго суматранський (Treron oxyurus)
- Вінаго білочеревий (Treron seimundi)
- Вінаго клинохвостий (Treron sphenurus)
- Вінаго японський (Treron sieboldii)
- Treron permagnus[25]
- Вінаго тайванський (Treron formosae)

## Етимологія
Наукова назва роду Treron походить від слова дав.-гр. τρηρων — голуб.